# بير باصفا (علي أباد ملك)
بیر باصفا (بالفارسية: پیرباصفا) هي قرية تقع في إيران في قسم علي أباد ملك الريفي.